# 1991-es Formula–1 világbajnokság
Az 1991-es Formula–1-es szezon volt a 42. FIA Formula–1 világbajnoki szezon. 1991. március 10-től november 3-ig tartott, tizenhat versenyen keresztül.
Ayrton Senna ebben az évben megszerezte harmadik (egyben utolsó) világbajnoki címét, a McLaren pedig sorozatban negyedszer lett bajnok. Legfőbb kihívója a visszavonulás helyett inkább a Williamshez igazoló Nigel Mansell volt, aki ötször is nyerni tudott. Senna az első négy versenyt pole-pozícióból indulva nyerte meg, az első futamtól kezdve a pontverseny élén állt, amelyet vezetését nem adta át senkinek az év végéig. Mansell is erős volt a Williams-Renault-val, de az autó megbízhatósága még nem volt a legjobb. Alain Prost idénye csapnivaló volt, és viszonya annyira megromlott a Ferrarival, hogy még az idény vége előtt távozott.
Az évad során bemutatkozott két, később meghatározó szerepet játszó újonc is. Mika Häkkinen a Lotusnál kapott lehetőséget, a belga nagydíjon pedig Michael Schumacher, aki Jordannél ült be Bertrand Gachot helyére. Meggyőző teljesítménye után a Benetton leszerződtette az évad utolsó 5 versenyére. Ez volt a háromszoros világbajnok Nelson Piquet utolsó idénye is.
A mai napig ez az utolsó idény, amelyben brazil pilóta lett a világbajnok, 2021-ig pedig ez volt az utolsó egyéni bajnoki cím, amit Honda-motorral nyertek, 2023-ig pedig szintén az utolsó konstruktőri bajnoki címe a Hondának. Szintén az utolsó olyan bajnoki cím volt, amit manuális sebességváltóval rendelkező autó nyert, és az utolsó, amit V12-es motorral szereztek. Sokáig ez volt a Pirelli, mint gumiszállító utolsó idénye is, majd csak 2011-ben tértek vissza mint kizárólagos beszállító.

## Csapatok és versenyzők
| Csapat                         | Konstruktőr                    | Modell          | Motor                                  | Gumi | #  | Pilóta             | Teszt pilóták                                                                             |
| ------------------------------ | ------------------------------ | --------------- | -------------------------------------- | ---- | -- | ------------------ | ----------------------------------------------------------------------------------------- |
| Honda Marlboro McLaren         | McLaren-Honda                  | MP4/6           | Honda RA121E 3,5L V12                  | G    | 1  | Ayrton Senna       | Allan McNish Jonathan Palmer Stefan Johansson Roberto Moreno Emanuele Pirro Mark Blundell |
| Honda Marlboro McLaren         | McLaren-Honda                  | MP4/6           | Honda RA121E 3,5L V12                  | G    | 2  | Gerhard Berger     | Allan McNish Jonathan Palmer Stefan Johansson Roberto Moreno Emanuele Pirro Mark Blundell |
| Braun Tyrrell Honda            | Tyrrell-Honda                  | 020             | Honda RA101E 3,5L V10                  | P    | 3  | Nakadzsima Szatoru | Johnny Herbert Volker Weidler                                                             |
| Braun Tyrrell Honda            | Tyrrell-Honda                  | 020             | Honda RA101E 3,5L V10                  | P    | 4  | Stefano Modena     | Johnny Herbert Volker Weidler                                                             |
| Canon Williams Renault         | Williams-Renault               | FW14            | Renault RS3 3,5L V10                   | G    | 5  | Nigel Mansell      | Mark Blundell Damon Hill                                                                  |
| Canon Williams Renault         | Williams-Renault               | FW14            | Renault RS3 3,5L V10                   | G    | 6  | Riccardo Patrese   | Mark Blundell Damon Hill                                                                  |
| Brabham Yamaha F1 Team         | Brabham-Yamaha                 | BT60Y           | Yamaha OX99 3,5L V12                   | P    | 7  | Martin Brundle     | nem volt                                                                                  |
| Brabham Yamaha F1 Team         | Brabham-Yamaha                 | BT60Y           | Yamaha OX99 3,5L V12                   | P    | 8  | Mark Blundell      | nem volt                                                                                  |
| Footwork Porsche Footwork Ford | Footwork-Porsche Footwork-Ford | FA11C FA12      | Porsche 3512 3,5L V12 Ford DFR 3,5L V8 | G    | 9  | Michele Alboreto   | nem volt                                                                                  |
| Footwork Porsche Footwork Ford | Footwork-Porsche Footwork-Ford | FA11C FA12      | Porsche 3512 3,5L V12 Ford DFR 3,5L V8 | G    | 10 | Alex Caffi         | nem volt                                                                                  |
| Footwork Porsche Footwork Ford | Footwork-Porsche Footwork-Ford | FA11C FA12      | Porsche 3512 3,5L V12 Ford DFR 3,5L V8 | G    | 10 | Stefan Johansson   | nem volt                                                                                  |
| Team Lotus                     | Lotus-Judd                     | 102B            | Judd EV 3,5L V8                        | G    | 11 | Mika Häkkinen      | Johnny Herbert                                                                            |
| Team Lotus                     | Lotus-Judd                     | 102B            | Judd EV 3,5L V8                        | G    | 12 | Julian Bailey      | Johnny Herbert                                                                            |
| Team Lotus                     | Lotus-Judd                     | 102B            | Judd EV 3,5L V8                        | G    | 12 | Johnny Herbert     | Johnny Herbert                                                                            |
| Team Lotus                     | Lotus-Judd                     | 102B            | Judd EV 3,5L V8                        | G    | 12 | Michael Bartels    | Johnny Herbert                                                                            |
| Fondmetal                      | Fondmetal-Ford                 | FA1ME Fomet-1   | Ford DFR 3,5L V8                       | G    | 14 | Olivier Grouillard | Marco Greco                                                                               |
| Fondmetal                      | Fondmetal-Ford                 | FA1ME Fomet-1   | Ford DFR 3,5L V8                       | G    | 14 | Gabriele Tarquini  | Marco Greco                                                                               |
| Leyton House Racing            | Leyton House-Ilmor             | CG911           | Ilmor 2175A 3,5L V10                   | G    | 15 | Maurício Gugelmin  | nem volt                                                                                  |
| Leyton House Racing            | Leyton House-Ilmor             | CG911           | Ilmor 2175A 3,5L V10                   | G    | 16 | Karl Wendlinger    | nem volt                                                                                  |
| Leyton House Racing            | Leyton House-Ilmor             | CG911           | Ilmor 2175A 3,5L V10                   | G    | 16 | Ivan Capelli       | nem volt                                                                                  |
| AGS                            | AGS-Ford                       | JH25 JH25B JH27 | Ford DFR 3,5L V8                       | G    | 17 | Gabriele Tarquini  | nem volt                                                                                  |
| AGS                            | AGS-Ford                       | JH25 JH25B JH27 | Ford DFR 3,5L V8                       | G    | 17 | Olivier Grouillard | nem volt                                                                                  |
| AGS                            | AGS-Ford                       | JH25 JH25B JH27 | Ford DFR 3,5L V8                       | G    | 18 | Stefan Johansson   | nem volt                                                                                  |
| AGS                            | AGS-Ford                       | JH25 JH25B JH27 | Ford DFR 3,5L V8                       | G    | 18 | Fabrizio Barbazza  | nem volt                                                                                  |
| Camel Benetton Ford            | Benetton-Ford                  | B190B B191      | Ford HBA4 3,5L V8 Ford HBA5 3,5L V8    | P    | 19 | Roberto Moreno     | nem volt                                                                                  |
| Camel Benetton Ford            | Benetton-Ford                  | B190B B191      | Ford HBA4 3,5L V8 Ford HBA5 3,5L V8    | P    | 19 | Michael Schumacher | nem volt                                                                                  |
| Camel Benetton Ford            | Benetton-Ford                  | B190B B191      | Ford HBA4 3,5L V8 Ford HBA5 3,5L V8    | P    | 20 | Nelson Piquet      | nem volt                                                                                  |
| BMS Scuderia Italia            | BMS Dallara-Judd               | F191            | Judd GV 3,5L V10                       | P    | 21 | Emanuele Pirro     | nem volt                                                                                  |
| BMS Scuderia Italia            | BMS Dallara-Judd               | F191            | Judd GV 3,5L V10                       | P    | 22 | JJ Lehto           | nem volt                                                                                  |
| Minardi Team                   | Minardi-Ferrari                | M191            | Ferrari 037 3,5L V12                   | G    | 23 | Pierluigi Martini  | nem volt                                                                                  |
| Minardi Team                   | Minardi-Ferrari                | M191            | Ferrari 037 3,5L V12                   | G    | 24 | Gianni Morbidelli  | nem volt                                                                                  |
| Minardi Team                   | Minardi-Ferrari                | M191            | Ferrari 037 3,5L V12                   | G    | 24 | Roberto Moreno     | nem volt                                                                                  |
| Équipe Ligier Gitanes          | Ligier-Lamborghini             | JS35 JS35B      | Lamborghini LE3512 3,5L V12            | G    | 25 | Thierry Boutsen    | Emmanuel Collard                                                                          |
| Équipe Ligier Gitanes          | Ligier-Lamborghini             | JS35 JS35B      | Lamborghini LE3512 3,5L V12            | G    | 26 | Érik Comas         | Emmanuel Collard                                                                          |
| Scuderia Ferrari SpA           | Ferrari                        | 642 642/2 643   | Ferrari 037 3,5L V12                   | G    | 27 | Alain Prost        | Gianni Morbidelli Andrea Montermini Dario Benuzzi                                         |
| Scuderia Ferrari SpA           | Ferrari                        | 642 642/2 643   | Ferrari 037 3,5L V12                   | G    | 27 | Gianni Morbidelli  | Gianni Morbidelli Andrea Montermini Dario Benuzzi                                         |
| Scuderia Ferrari SpA           | Ferrari                        | 642 642/2 643   | Ferrari 037 3,5L V12                   | G    | 28 | Jean Alesi         | Gianni Morbidelli Andrea Montermini Dario Benuzzi                                         |
| Larrousse F1                   | Larrousse-Ford                 | LC91            | Ford DFR 3,5L V8                       | G    | 29 | Éric Bernard       | nem volt                                                                                  |
| Larrousse F1                   | Larrousse-Ford                 | LC91            | Ford DFR 3,5L V8                       | G    | 29 | Szuzuki Aguri      | nem volt                                                                                  |
| Larrousse F1                   | Larrousse-Ford                 | LC91            | Ford DFR 3,5L V8                       | G    | 30 | Bertrand Gachot    | nem volt                                                                                  |
| Coloni                         | Coloni-Ford                    | C4              | Ford DFR 3,5L V8                       | G    | 31 | Pedro Chaves       | nem volt                                                                                  |
| Coloni                         | Coloni-Ford                    | C4              | Ford DFR 3,5L V8                       | G    | 31 | Naoki Hattori      | nem volt                                                                                  |
| Team 7UP Jordan                | Jordan-Ford                    | 191             | Ford HBA4 3,5L V8                      | G    | 32 | Bertrand Gachot    | nem volt                                                                                  |
| Team 7UP Jordan                | Jordan-Ford                    | 191             | Ford HBA4 3,5L V8                      | G    | 32 | Michael Schumacher | nem volt                                                                                  |
| Team 7UP Jordan                | Jordan-Ford                    | 191             | Ford HBA4 3,5L V8                      | G    | 32 | Roberto Moreno     | nem volt                                                                                  |
| Team 7UP Jordan                | Jordan-Ford                    | 191             | Ford HBA4 3,5L V8                      | G    | 32 | Alessandro Zanardi | nem volt                                                                                  |
| Team 7UP Jordan                | Jordan-Ford                    | 191             | Ford HBA4 3,5L V8                      | G    | 33 | Andrea de Cesaris  | nem volt                                                                                  |
| Central Park Modena Team       | Lambo-Lamborghini              | 291             | Lamborghini LE3512 3,5L V12            | G    | 34 | Nicola Larini      | Mauro Baldi Marco Apicella                                                                |
| Central Park Modena Team       | Lambo-Lamborghini              | 291             | Lamborghini LE3512 3,5L V12            | G    | 35 | Eric van de Poele  | Mauro Baldi Marco Apicella                                                                |

### Csapatváltozások
- Ebben a szezonban debütált a Jordan csapat, a sikeres Formula–3000-es szereplést követően.
- A kiábrándító 1990-es szezont követően a Lotus lecserélte a Lamborghini V12-es motorjait a Judd V8-as egységeire.
- A Lamborghini fontolóra vette egy gyári csapat indítását, de végül kihátráltak a projektből. Az időközben létrejött infrastruktúrával és kasztnival végül a Modena istálló versenyzett, amely félhivatalosan gyári csapat volt.
- Az előző évi baki következményei miatt (saját magukat és nem a Lolát jelentették le konstruktőrként, ami miatt elvették a konstruktőri pontjaikat) a Larrousse ebben az évben már önmagaként nevezett be - pedig az autóikat még mindig a Lola gyártotta.
- Enzo Osella eladta a csapatban még meglévő részesedését a Fondmetalnak, így az Osella név eltűnt a sportágból. A csapat Fondmetal néven futott tovább.
- Az Arrows csapatába már az előző évben is jókora összeget fektetett be a japán Footwork cég, így ettől az idénytől egészen 1996-ig Footwork néven indultak. Motorpartneri megállapodást kötöttek a Porschéval, melynek keretén belül lényegében a német motorgyártó gyári csapata lettek volna. A Porsche azonban meglepően csapnivaló erőforrást épített, ezért nem sokkal az idény kezdete után fel is bontották a szerződést. Az idény második felét a Hart által karbantartott Ford-Cosworth DFR motorokkal versenyezték végig.
- Az EuroBrun, Onyx és Life csapatok már nem is neveztek az 1991-es idényre, valamennyien megszűntek. Az AGS csapat még elindult az év elején, és egy új autót is bemutattak, de a pénzük elfogyott, és még a szezon vége előtt megszűntek.

### Pilótaváltozások
- Nigel Mansell a Ferraritól a Williamshez igazolt vissza, Thierry Boutsen helyére, aki a Ligierhez került. Boutsen csapattársa az újonc Érik Comas lett.
- Mansell helyére a Ferrari az ígéretes tehetséget, Jean Alesit igazolta le a Tyrrell csapattól. Az ő helyére Stefano Modena érkezett a Brabhamtől, ahol Mark Blundell lett az új pilóta.
- A Jordan az idényt a Bertrand Gachot - Andrea de Cesaris pilótafelállással kezdte meg. Gachot a Coloni, de Cesaris a BMS Scuderia Italia versenyzője volt. A Coloni a brit F3000-es bajnokot, Pedro Chavest igazolta le a helyére, a BMS Scuderia Italia új versenyzője pedig JJ Lehto lett. Gachot-nak azonban a belga nagydíj előtt börtönbe kellett vonulnia egy korábbi garázdaság miatt, a helyére pedig Eddie Jordan, 15 ezer dollár lelépési pénz kifizetése után, a Mercedes-Benz sportautócsapatától leigazolta Michael Schumachert. De mindössze egy versenyt töltött itt, mert a Benetton lecsapott rá. Kitették Roberto Morenót, aki így a Jordanhez ment, de csak két verseny erejéig, mert egy újabb ígéretes tehetséget, Alex Zanardit igazolta le a csapat. Moreno így az évet a Minardinál fejezte be, Gianni Morbidelli helyén. Ami Gachot-t illeti: ő vissza tudott térni a szezonzáró nagydíjra, Éric Bernard helyén a Larrousse csapatnál.
- Morbidelli a Ferrarinál versenyzett az utolsó futamon, Alain Prost helyén, aki botrányos körülmények közepette hagyta ott a csapatot.
- A Lotus egyik versenyzője a brit Formula–3-as bajnok Mika Häkkinen lett, a másik az a Julian Bailey, aki három év kihagyás utáén tért vissza. Bailey-vel nem volt megelégedve a csapat, így Kanadától már Johnny Herbert váltotta. Herbert azonban még a japán F3000-es szériában is versenyzett, így amikor nem ért rá, Michael Bartels ugrott be helyette.
- A Modena csapat két versenyzője Eric van de Poele és a Ligier korábbi versenyzője, Nicola Larini lett.
- Az AGS Yannick Dalmas helyére a rutinos Stefan Johannsont szerződtette. De ő csak két futamot töltött a csapatnál, mert hamar leváltották Fabrizio Barbazzára. Johannson a szezon során még a Footworknél bukkant fel, ahol a sérüléseiből lábadozó Alex Caffit helyettesítette négy versenyen. Az AGS másik versenyzőja, Gabriele Tarquini, három versennyel a vége előtt helyet cserélt a Fondmetal csapattól érkező Olivier Grouillard-dal.
- A nehéz anyagi helyzetben lévő Leyton House csapatnál az utolsó két futamon Ivan Capeli helyett a szponzori pénzeket is magával hozó Karl Wendlinger versenyzett.
- A Coloni tizenhárom sikertelen prekvalifikáció után kirúgta Pedro Chavest, a helyére Hattori Naoki került

## Szabályváltozások
- Az aerodinamika hatékonysága és a tapadás javítása érdekében vezettek be új előírásokat. Az első szárny hossza 150 cm-ről 140 cm-re csökkent, az első felfüggesztésen való túlnyúlás 120-ról 100 cm-re csökkent, a hátsó felfüggesztésen való túlnyúlás 60-ról 50 cm-re csökkent, végül az első szárny magasságát is meg kellett emelni akként, hogy az autók elejének egyetlen része sem érhetett 25 mm-nél közelebb az aszfalthoz.
- Szigorúbb ellenőrzéseket vezettek be a túlélőcellák tesztelésénél. Kiemelten figyeltek a biztonsági övre, az üzemanyagtankra és a bukókeretre.
- Versenyző nélkül az autóknak 500 kg helyett immár 505 kg volt a megengedett minimálkis tömege.
- Megreformálták a pontrendszert: a győztes pilóta immár 9 helyett 10 pontot kapott, és eltörölték azt a szabályt is, hogy csak a legjobb 11 eredmény számít az egyéni világbajnokság végeredményébe.

## A szezon menete

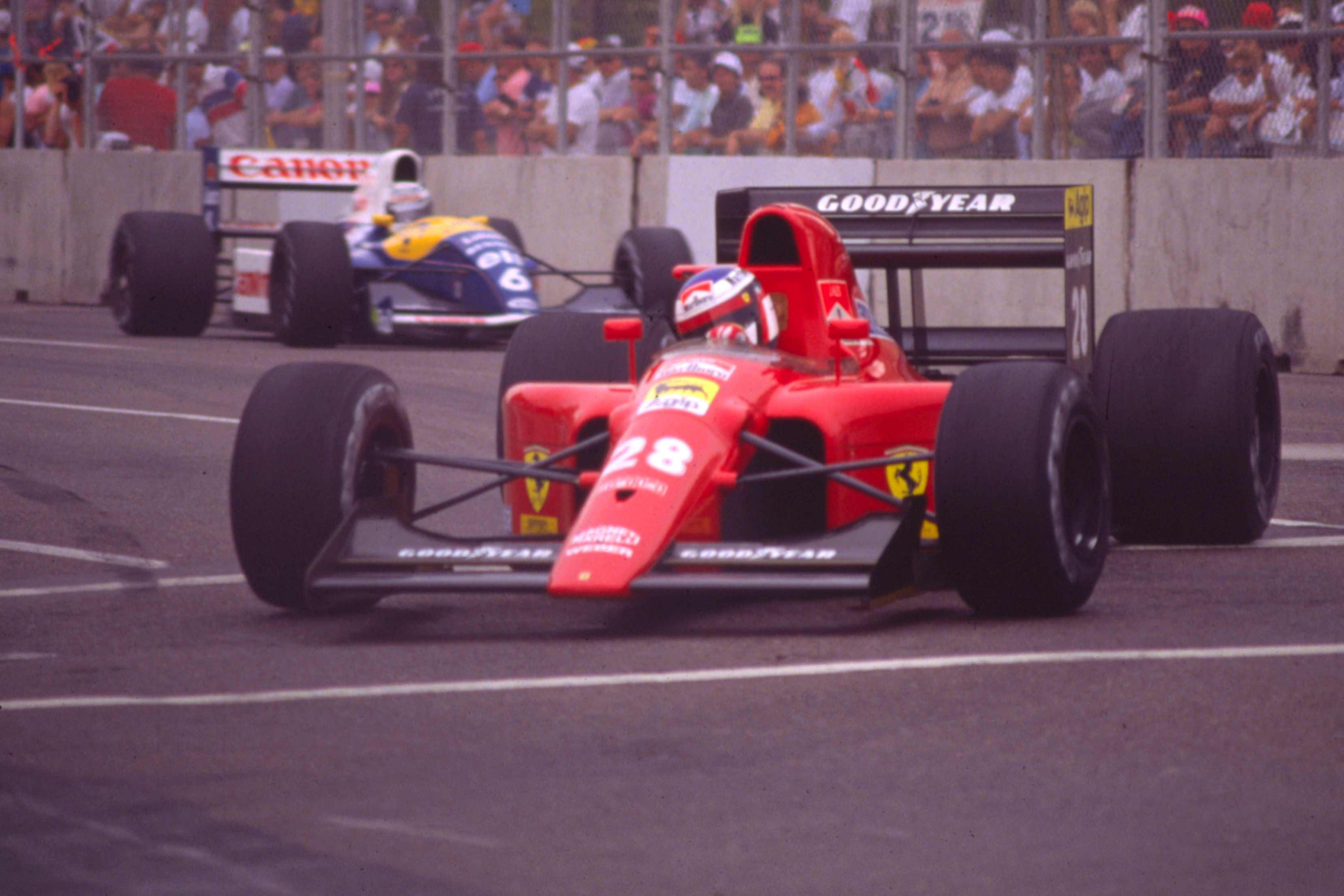
Alesi Patrese előtt Phoenixben

Az évadnyitó futamot az arizonai Phoenixben rendezték, amelynek vonalvezetésén alakítottak az előző évihez képest. Sennáé lett a pole Prost, Patrese és Mansell előtt. A rajtnál Mansell megelőzte Patresét, aki a 22. körben kísérletet tett csapattársa visszaelőzésére, de az aszfaltozott bukótérbe csúszott, így Alesi és Berger mögé esett vissza. Végül mindkét Williams-Renault váltóhiba miatt esett ki, Patrese pálya közepén álló autójába Roberto Moreno hajtott bele. Prost boxkiállása után a 7. helyre esett vissza, de a 70. körben már a negyedik volt. Egy egyenesben megelőzte az előtte haladó Alesit és Piquet-t is. Alesit Stefano Modena is megelőzte, majd a francia váltóhibával kiesett. Senna nyert Prost, Piquet, Modena, Nakadzsima és Szuzuki Aguri előtt. Ez volt az utolsó verseny Phoenixben, és kilenc évig az Egyesült Államokban is.
Brazíliában ismét Senna indult az első helyről, Patresét és Mansellt megelőzve. Mansell a rajt után feljött a második helyre, de Sennát nem tudta megelőzni. A boxkiállások után Mansell már 7 másodpercre volt lemaradva, de közeledett az éllovashoz, akinek váltóproblémái voltak. Az 50. körben Mansellnek defekt miatt ki kellett állnia a boxba, majd a 60. körben váltóhiba miatt kiesett. Senna először a negyedik, majd az ötödik és a harmadik sebességi fokozatát is elveszítette, de vezető helyét sikerült megőriznie Patresével szemben. A futam végén eleredt az eső, Prost megelőzte Piquet-t, de az első három sorrendje nem változott. Senna nyert Patrese és Berger előtt.

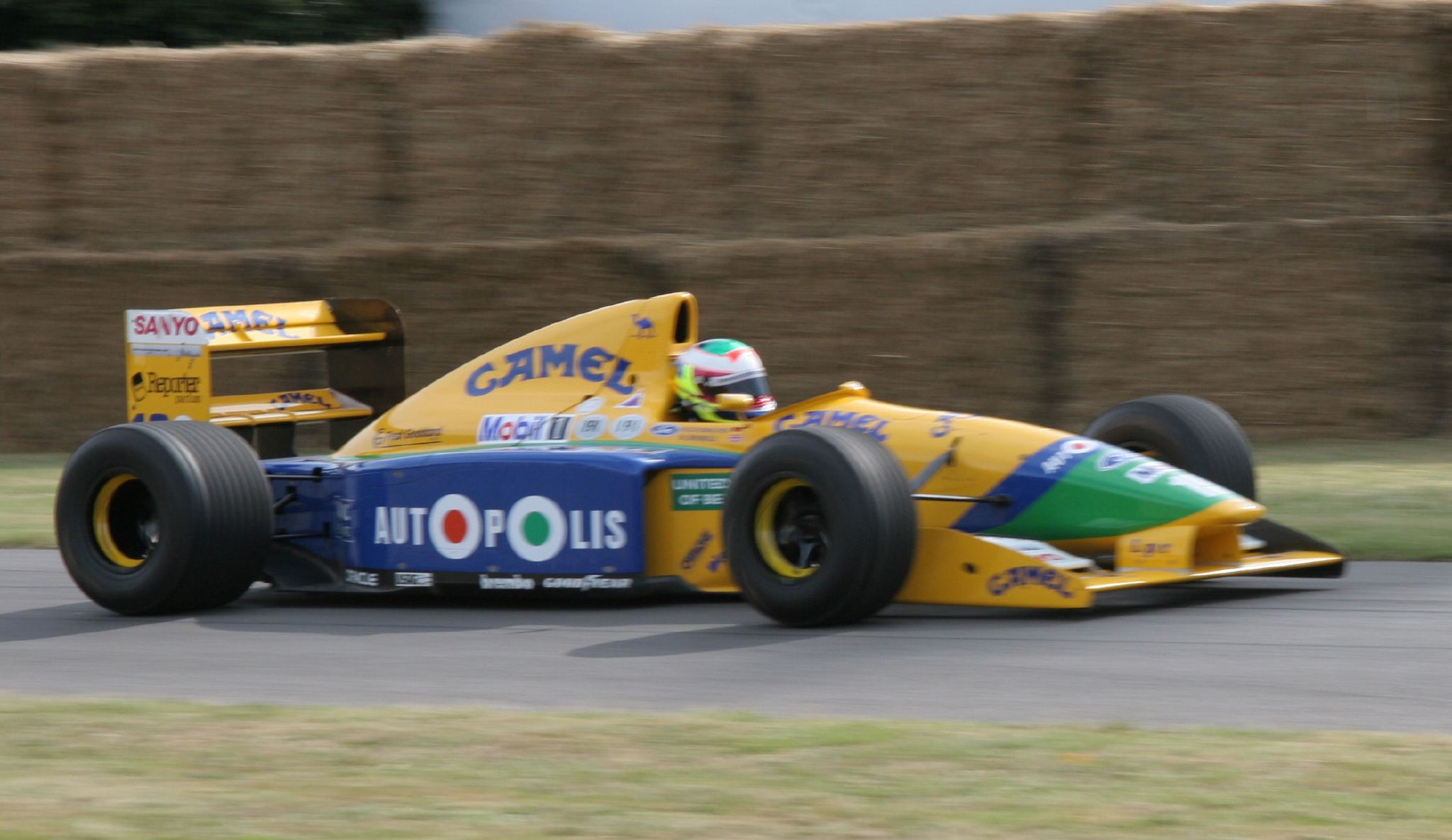
Benetton B191

San Marinóban is Senna kezdte az élről a versenyt, Patrese, Prost és Mansell előtt. A nedves pályán a felvezető körben Prost a Rivazza kanyarban kicsúszott és nem tudott elindulni a rajtnál. Patrese megelőzte Sennát, Mansell rossz rajtja után Brundle Brabhamjével ütközött össze az első körben. Patrese a 10. körtől technikai probléma miatt lassulni kezdett, majd a boxba hajtva feladta a versenyt. Senna vezette a versenyt csapattársa, Berger előtt. Nakadzsima a 3. helyről esett ki váltóhiba miatt. Lehto Pierluigi Martini megelőzése, Modena kiesése, majd Roberto Moreno megelőzése után a 3. helyre jött fel. A McLaren-Honda kettős győzelmet aratott Jyrki Järvilehto Dallarája, Martini Minardija, valamint Häkkinen és Bailey Lotusa előtt. Eric van de Poele igen közel volt ahhoz, hogy egy ötödik hellyel pontokat szerezzen a Modena csapatnak, de nem sokkal a verseny vége előtt ki kellett állnia.
Monacóban Senna pole-pozíciója nem, Stefano Modena 2. helye azonban annál nagyobb meglepetést jelentett Patrese, Piquet és Mansell előtt. A rajtnál Berger Piquet-nek ütközött, a brazil kiesett, az osztrák folytatni tudta, de a mezőny végére csúszott. A 43. körben a második helyen autózó Modena motorja az Alagútban elfüstölt, a mögötte lévő Patrese pedig a falnak csapódott, mindketten kiestek. Mansell a 63. körben a sikánnál megelőzte a kerékproblémával küszködő Prost Ferrariját. A francia emiatt kiállt kereket cserélni, az ötödik helyre esett vissza. Senna sorozatban negyedik győzelmét szerezte Mansell, Alesi, Moreno és Emanuele Pirro előtt.
Kanadában a Williams-első sor született Patrese-Mansell sorrendben. A rajtnál Mansell megelőzte csapattárását és a két Williams növelte előnyét. A harmadik Senna a 26. körben a generátor meghibásodása miatt, két körrel később Prost váltóhiba miatt esett ki. Alesi motorhiba miatti kiesése után Piquet, Modena, Cesaris, és Capelli haladt a Williamsek mögött. Patrese defektje után a boxból Piquet mögé tért vissza, de Modena is megelőzte később. A közönségnek integető Mansell motorja az utolsó körben megállt (egyesek szerint hagyta, hogy leessen a motorja fordulatszáma, és lényegében lefulladt), így Piquet győzött a Benetton-Forddal Modena, Patrese, Andrea de Cesaris, és Bertrand Gachot előtt. Mansellt a 6. helyen klasszifikálták, így egy pontot kapott.

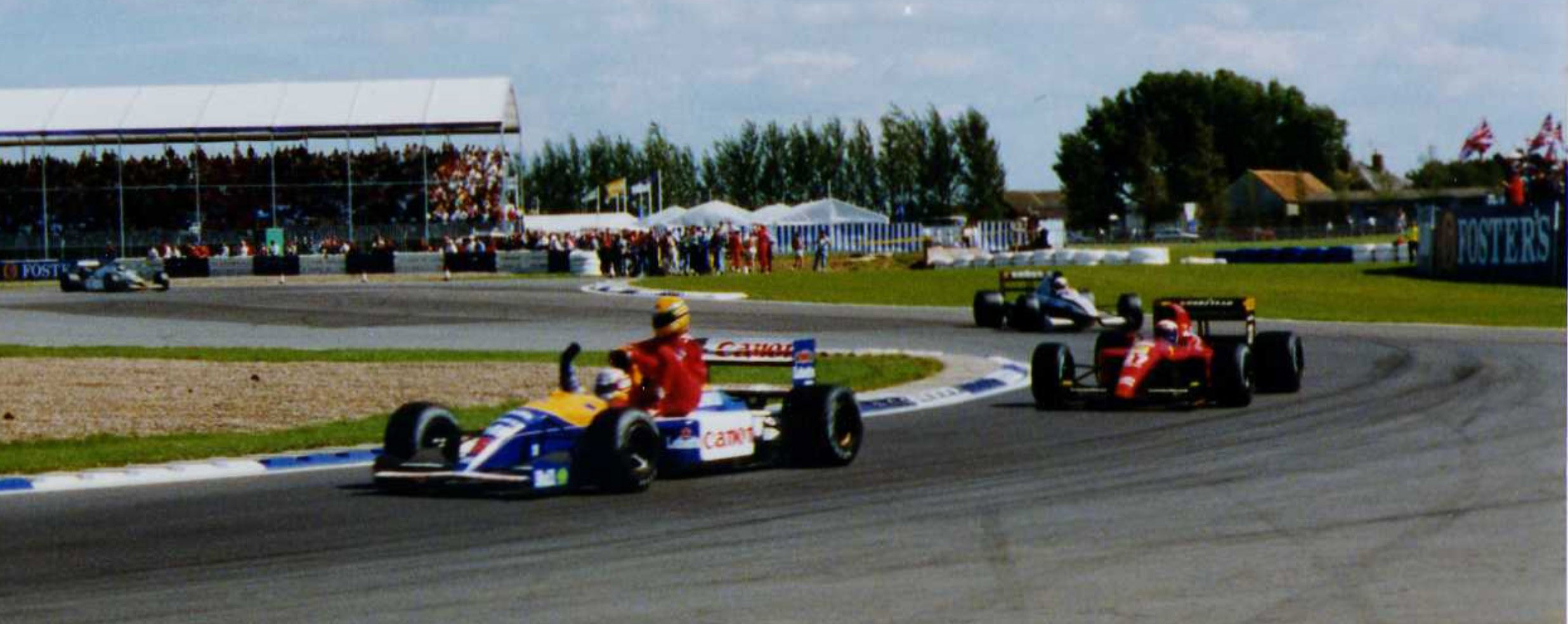
Senna Mansell autóján a brit nagydíj levezető körén

Mexikóban a hírhedten egyenetlen felszínű pályán sok baleset történt. A szabadedzések során a Peraltada kanyarban Senna szenvedett egy csúnya balesetet, aki már eleve úgy érkezett Mexikóvárosba, hogy egy jet ski-balesetből adódóan fejsérülése volt. Az időmérőt követően ismét Patrese indult a pole-ból, Mansell, Senna, Alesi és Berger előtt. A rajtnál Patrese három helyet visszacsúszott, míg Alesi megelőzte Sennát. Patrese Senna, majd Mansell megelőzése után ismét az élre állt. Alesi Mansell megelőzésekor megpördült és a 7. helyre esett vissza, végül kuplunghibával kiesett. Mansell a leintésig 1,2 másodpercre csökkentette hátrányát Patresével szemben, de előzni már nem tudott. A Williams kettős győzelmet aratott Senna, de Cesaris, Moreno és Éric Bernard előtt.
A francia nagydíjat Paul Ricard után egy új helyszínen, Magny-Cours-ban tartották. Patrese szerezte meg a pole-t Prost, Senna és Mansell előtt. A rajtnál Patresének váltóproblémái akadtak, így jelentősen visszaesett, így Prost vezetett Mansell, Senna és Berger előtt. Berger az előző futamhoz hasonlóan ismét hamar kiesett motorhiba miatt. Az élen Mansell a 22. körben megelőzte Prost Ferrariját, de a francia a boxkiállásoknál visszaelőzte Mansellt. A brit azonban ismét megközelítette a lekörözésekkor és az 54. körben az Adelaide hajtűkanyarban külső íven megelőzte, majd előnyét növelte. Mansell győzött Prost, Senna, Alesi, Patrese és de Cesaris előtt.
Az alaposan átépített, gyorsból technikásá alakított Silverstone-ban, hazai pályán Mansellé lett a pole Senna, Patrese és Berger előtt. A rajt után Senna állt az élre, de Mansell hamar visszaelőzte. A rajtnál Berger hátulról nekiütközött Patresének, aki ezután a boxban feladta a versenyt, az osztrák pedig több helyezést veszített. Az élen Mansell és Senna között a különbség 4-5 másodperc körül mozgott, Alesi a 3. helyen Szuzuki lekörözésekor összeütközött a japánnal, mindketten kiestek. Senna alacsony üzemanyagszinttel próbálta utolérni Mansellt, sikertelenül. A brazil autójában emiatt az utolsó körben elfogyott az üzemanyag. Senna a levezető körben felszállt Mansell győztes autójára, így ment vissza a boxba. Berger 2., Prost 3. lett, Sennát a 4. helyen klasszifikálták.

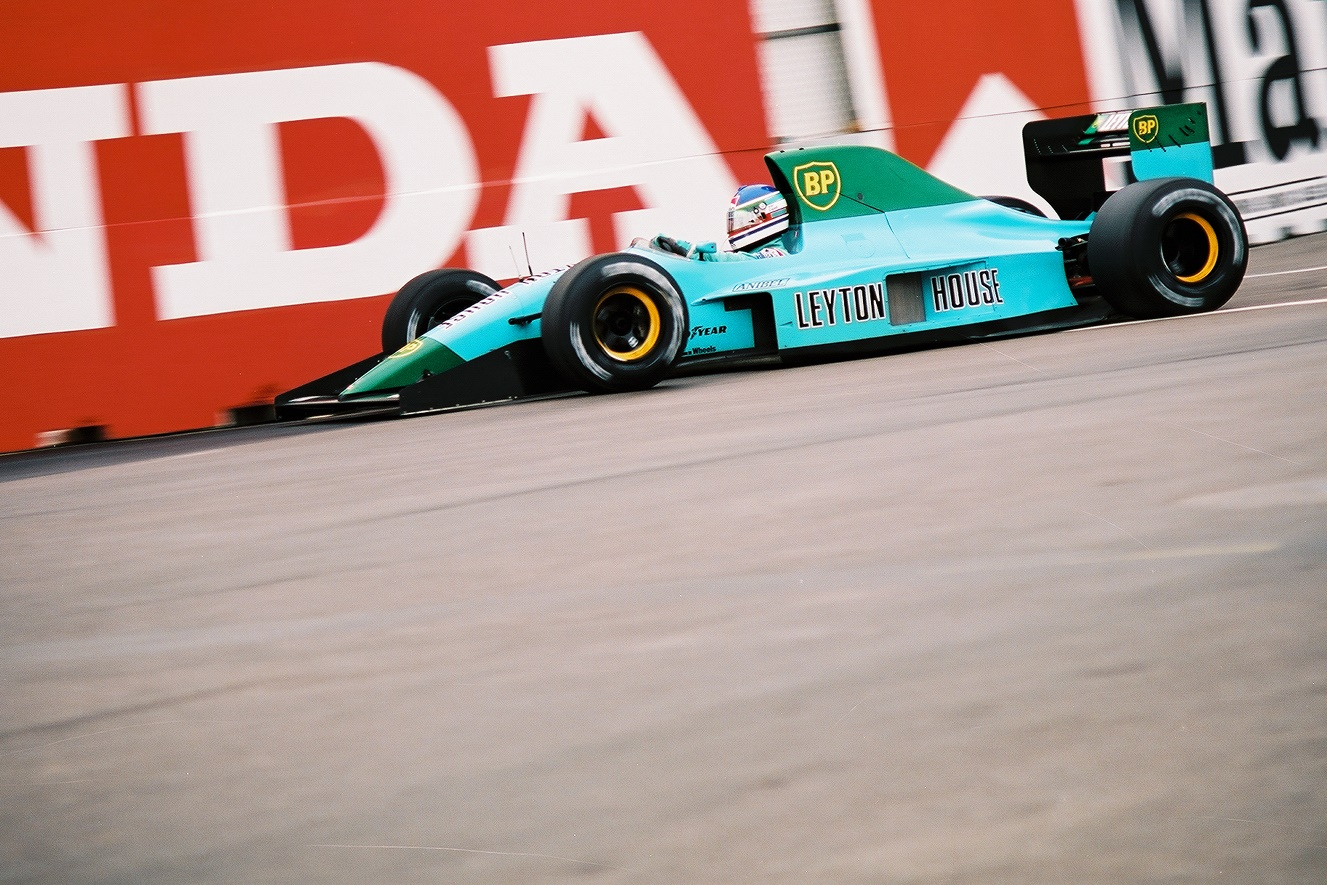
Ivan Capelli a Leyton House-zal

Az idény felét követően Senna vezette a bajnokságot 51 ponttal, Mansell volt a második 33, Patrese a harmadik, 31 ponttal. A konstruktőrök közt a McLaren vezetett 67 ponttal, mögötte szorosan a Williams 55 ponttal, majd már jócskán lemaradva a Ferrari, 29-cel. Az eredmények figyelembevételével a prekvalifikációra kényszerülő csapatok köre is megváltozott: a BMS-Dallara, a Jordan és a Modena kikerült eből a körből, az AGS, a Footwork és a Brabham viszont bekerült.
Németországban Mansell indult az élről, Senna, Berger és Patrese előtt. A rajtnál Berger Senna megelőzésével a 2. helyre jött fel, Patrese rossz rajtját követően a Ferrarik mögé esett vissza. Patrese visszaelőzte a boxkiállás nélkül versenyző Alesit. Bergernek gondjai akadtak a boxban, így visszaesett a 10. helyre. A boxkiállások után Alesi vezetett Mansell, Senna, Prost és Patrese előtt. Mansell Alesit megelőzve az élre állt és előnyét folyamatosan növelte. Csapattársa Prost, Senna és Alesi megelőzése után a 2. helyre jött fel. A 38. körben Prost megpróbálta megelőzni Sennát, aki nem hagyott neki elég helyet, így a francia kicsúszott és kiesett. Sennának Silverstone-hoz hasonlóan itt is az utolsó körben fogyott ki az üzemanyaga. A Williamsek értek be az első két helyen, Alesi, Berger, de Cesaris és Gachot előtt.

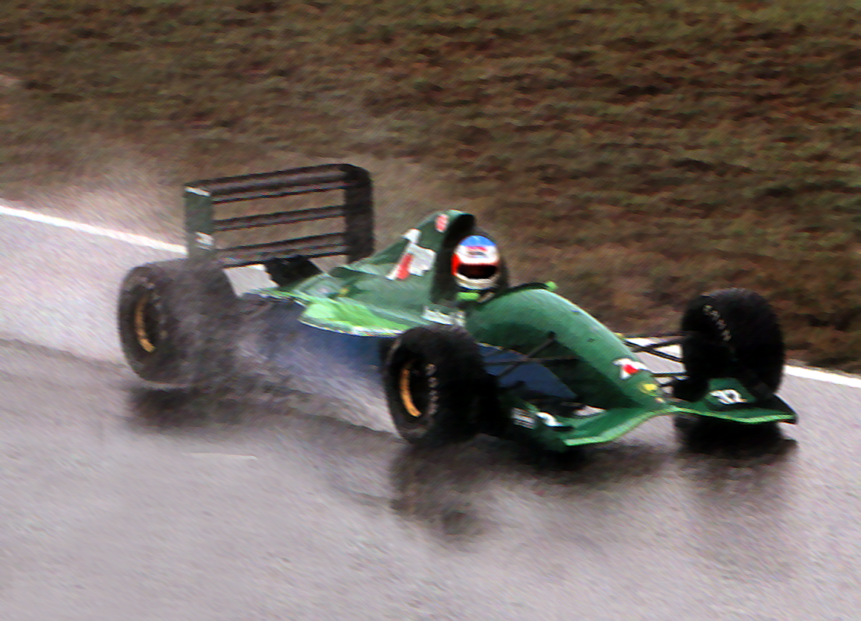
Michael Schumacher egy Jordannel

A Hungaroringen Senna indult a pole-ból, Patrese, Mansell és Prost előtt. Bár Patrese jobban rajtolt, nem tudott az élre állni. Ezután nem történt változás az első négy között, a boxkiállások idején sem. Prost motorja a 28. körben meghibásodott és kiállni kényszerült. Patrese a célegyenesben elengedte Mansellt, hogy a britnek esélye legyen Senna megelőzésére, ami nem sikerült. A meglehetősen eseménytelen futamot Senna nyerte Mansell, Patrese, Berger, Alesi és Ivan Capelli előtt.
A belga nagydíjon Bertrand Gachot nem tudott részt venni, mivel Nagy-Britanniában gázspray-vel lefújt egy taxisofőrt, emiatt börtönbe került. Helyére a Jordannél Michael Schumachert ültették be. Az időmérő edzésen Senna végzett az élen Prost, Mansell és Berger előtt, de a meglepést az újonc Schumacher 7. helye jelentette. A rajtnál Senna megvédte első helyét. A rajtnál egy helyet előrelépő Schumacher az Eau Rouge kanyar végén kuplunghibával kiállt.
Prost a 3. körben üzemanyagszivárgás miatt kiállt, ezután Mansell próbálta támadni Sennát, akit a boxkiállások után meg is előzött. A brit a kiállás nélküli taktikát választó Alesi és Senna előtt vezetett, amikor elektronikai hiba miatt kiesett, majd a 31. körben Alesi motorja is meghibásodott. Így a vezető Senna mögött Piquet, Patrese és de Cesaris haladt. A futam végén Piquet elkezdett visszaesni a mezőnyben, Berger is megelőzte. Patresének váltóproblémája akadt, így ő is visszaesett. De Cesaris 2 másodperccel Senna mögött, a második helyen autózott, amikor kiesett motorhiba miatt. Az első két helyen így a McLaren-Hondák végeztek Senna-Berger sorrendben Piquet, Moreno, Patrese és Mark Blundell előtt.

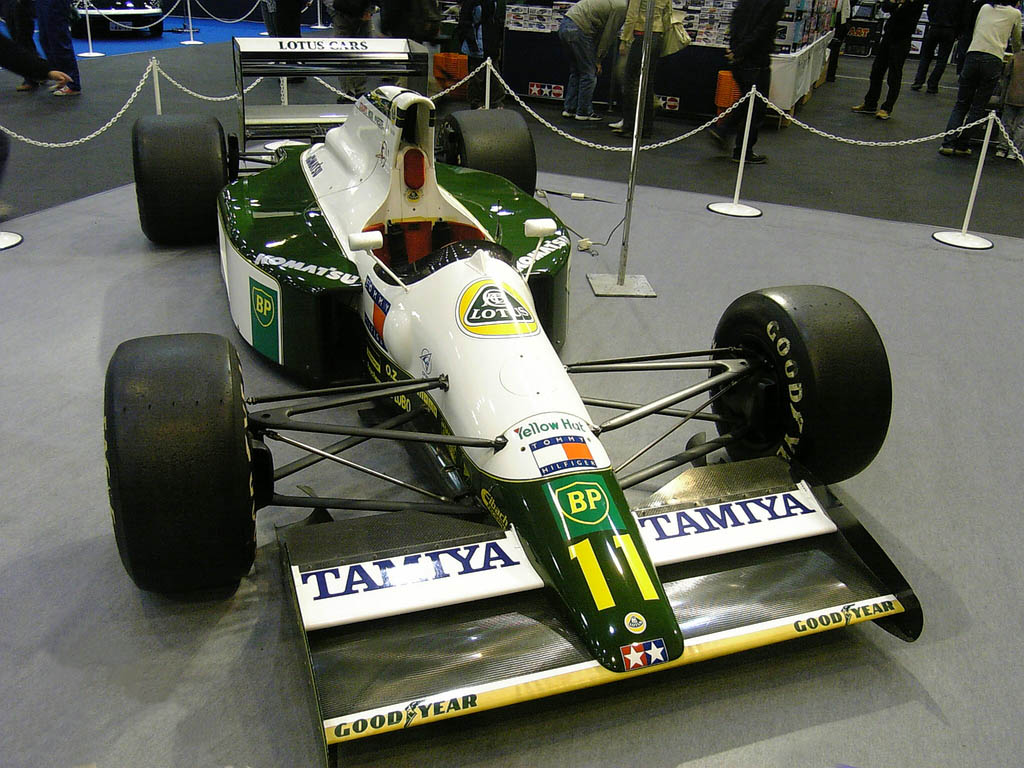
Lotus 102B

Schumacher az olasz nagydíj előtt a Benetton csapathoz igazolt át (Moreno helyére) a Jordantől, ami miatt Eddie Jordan perre is ment. A bíróság azonban a Benettonnak adott igazat, így Schumacher és Moreno lényegében helyet cseréltek. Senna indult a pole-ból Mansell, Berger és Patrese előtt. A rajt után az első négy megtartotta pozícióját. Patrese a 7. körben megelőzte Bergert, majd Mansell után Sennát is a 26. körben. Így rövid időre az élre állt, de a következő körben váltóhiba miatt megcsúszott, majd feladta a versenyt. Mansellnek a 34. körben sikerült megelőznie Sennát, aki ezután kerékcserére állt ki. A brazil az ötödik helyre tért vissza, ezután Schumacher, Berger és Prost mellett is elment, így másodikként végzett Mansell mögött. Prost 3., Berger 4., Schumacher 5., Piquet 6. lett.
Estorilban Patrese győzött az időmérő edzésen Berger, Senna és Mansell előtt. A rajt után Mansell a második helyre, csapattársa mögé ért fel, majd a Williamsek folyamatosan távolodtak a McLarenektől. A 18. körben Patrese a célegyenesben elengedte Mansellt, hogy a brit világbajnoki esélyét növelje. Mansell autóján azonban a 29. körben történt kiállásánál rosszul rögzítették a jobb hátsó kerekét és még a bokszutcában lerepült a gumiabroncs az autóról. Miután a csapat visszarögzítette kereket, a brit a 17. helyen állt, majd később fekete zászlóval kiintették (ekkor már 6. volt) a versenyből a boxutcai eset miatt. A versenyt Patrese nyerte Senna, Alesi, Martini, Piquet és Schumacher előtt. Mansell a verseny után gyakorlatilag elveszítette esélyét a világbajnoki címre, hátránya 24 pont volt Sennával szemben, három futammal a szezon vége előtt.
A spanyol nagydíjat először tartották az új barcelonai pályán, ahol Bergeré lett a pole Mansell és Senna előtt. A rajt idején még nedves pályán Mansellt Senna, majd Schumacher is megelőzte, de később a brit visszaelőzte mindkettőjüket. Boxkiállása Bergeréhez hasonlóan lassúra sikerült, így mindketten Senna mögé estek vissza. A célegyenesben a brazil elengedte csapattársát, majd röviddel ezután megcsúszott, ami után Mansell, Schumacher és Patrese mögé tért vissza. Mansell gyorsan közeledett a vezető Bergerhez, majd meg is előzte az osztrákot, aki később motorhiba miatt kiesett. A futamot Mansell nyerte Prost, Patrese, Alesi, Senna előtt. Schumacher megcsúszása után 6. lett.

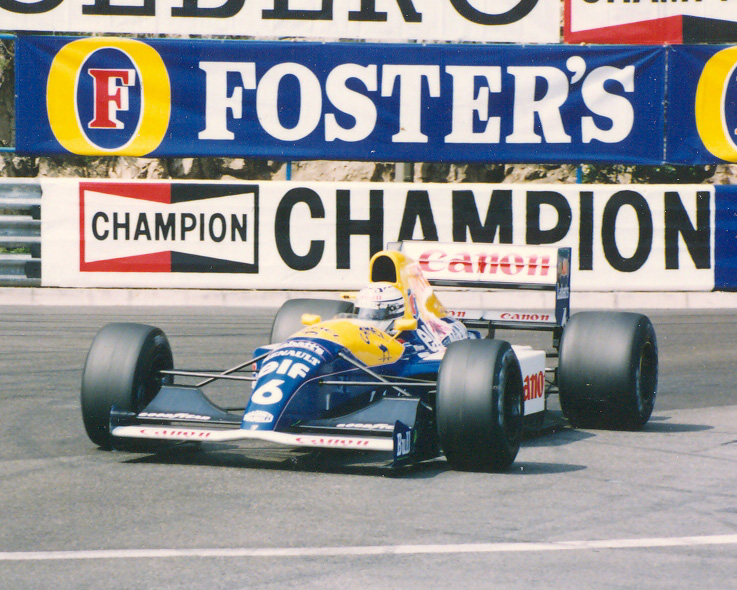
Riccardo Patrese

Két futammal a szezon vége előtt Senna 16 ponttal, a McLaren mindössze 1 ponttal vezette a konstruktőri bajnokságot a Williams előtt.
Az előző évekhez hasonlóan ismét Japánban dőlt el a világbajnoki cím sorsa: a két McLaren indult az első sorból, majd a rajt után is megtartották vezető helyüket Mansell előtt, aki a 10. körben kicsúszott és feladni kényszerült a versenyt. Senna így megszerezte 3. világbajnoki címét is. Senna a verseny során megelőzte csapattársát, de az utolsó körben, a célegyenes előtt visszaengedte őt, korábbi megállapodásuknak megfelelően, így Berger első győzelmét ünnepelhette a McLarennél. Patrese a 3. helyen ért célba Prost, Brundle (aki a Brabham utolsó pontját szerezte) és Modena előtt. A végeredmény azt is jelentette, hogy a McLaren gyakorlatilag biztosnak érezhette a konstruktőri címet is.
A szezonzáró ausztrál nagydíj előtt Alain Prost ki lett rúgva a Ferrari csapattól, mivel a francia "teherautónak" nevezte autóját, a helyére Gianni Morbidellit ültették be a Minarditól. A versenyt borzalmasan esős körülmények közepette rendezték, amely borítékolhatóan sok balesetet tartogatott. Az élről a két McLaren indult a Williamsek előtt. Már a rajtnál extrém erősen esett az eső, Patrese hamar Piquet és Alesi mögé került. A futam elején számos versenyző kicsúszott, köztük Schumacher és Alesi is. A 3. körben Mansell megelőzte Bergert, a második helyet megszerezve, majd az 5. körre a vezető Sennára is felzárkózott. Mansell Senna mellé ért, amikor Nicola Larini balesete miatt lassítaniuk kellett a versenyzőknek, így nem előzhetett. A későbbiekben nem tudott előzni, de Senna sem tudott elhúzni a brittől. Az időjárási körülmények ekkor jobbak lettek, de 7 kör múlva ismét rengeteg versenyző csúszott ki, köztük Mansell is, majd a következő körben Berger is kétszer. Senna ekkor hevesen kérte a pályabírókat, hogy állítsák le a versenyt, amit meg is tettek a 16. körben. A futam hivatalos végeredményét a 14. kör alapján hirdették ki, amelynek értelmében Senna nyert Mansell, Berger, Piquet, Patrese és Morbidelli előtt. A pontoknak csak a felét osztották ki, mivel nem teljesítették a versenytáv legalább 75%-át, a 2021-es belga nagydíjig ez volt a sportág legrövidebb futama (24 perc).
Az egyéni világbajnokságot Ayrton Senna nyerte 96 ponttal a 72 pontos Mansell és az 53 pontos Patrese előtt.
A konstruktőri bajnokságban a McLaren-Honda győzött 139 ponttal a Williams-Renault (125 pont) és a Ferrari (55,5) előtt.
Az idény volt az utolsó, ahol Senna, Prost, Mansell és Piquet együtt versenyeztek: 1985 óta a megrendezett 112 versenyből 93-at ők nyertek, és csak ők lettek világbajnokok. A szezon végén Piquet visszavonult, Prost pedig a szerződésében rejlő kikötés miatt 1992-ben nem versenyezhetett másik csapatnál. A következő idényben Mansell lett a világbajnok, majd a CART-ba távozott, a helyére éppen Prost került, aki világbajnok lett, majd visszavonult. A "nagy négyes" utolsó versenyzője, Senna, 1994-ben életét vesztette Imolában.

## Futamok
| #   | Futam                | Időpont        | Helyszín                  | Pályarajz | Győztes versenyző | Konstruktőr      | Összefoglaló |
| --- | -------------------- | -------------- | ------------------------- | --------- | ----------------- | ---------------- | ------------ |
| 501 | amerikai nagydíj     | Március 10.    | Phoenix                   |           | Ayrton Senna      | McLaren-Honda    | Összefoglaló |
| 502 | brazil nagydíj       | Március 24.    | Interlagos                |           | Ayrton Senna      | McLaren-Honda    | Összefoglaló |
| 503 | San Marinó-i nagydíj | Április 28.    | Imola                     |           | Ayrton Senna      | McLaren-Honda    | Összefoglaló |
| 504 | monacói nagydíj      | Május 12.      | Monaco                    |           | Ayrton Senna      | McLaren-Honda    | Összefoglaló |
| 505 | kanadai nagydíj      | Június 2.      | Circuit Gilles Villeneuve |           | Nelson Piquet     | Benetton-Ford    | Összefoglaló |
| 506 | mexikói nagydíj      | Június 16.     | Hermanos Rodriguez        |           | Riccardo Patrese  | Williams-Renault | Összefoglaló |
| 507 | francia nagydíj      | Július 7.      | Magny-Cours               |           | Nigel Mansell     | Williams-Renault | Összefoglaló |
| 508 | brit nagydíj         | Július 14.     | Silverstone               |           | Nigel Mansell     | Williams-Renault | Összefoglaló |
| 509 | német nagydíj        | Július 28.     | Hockenheimring            |           | Nigel Mansell     | Williams-Renault | Összefoglaló |
| 510 | magyar nagydíj       | Augusztus 11.  | Hungaroring               |           | Ayrton Senna      | McLaren-Honda    | Összefoglaló |
| 511 | belga nagydíj        | Augusztus 25.  | Spa-Francorchamps         |           | Ayrton Senna      | McLaren-Honda    | Összefoglaló |
| 512 | olasz nagydíj        | Szeptember 8.  | Monza                     |           | Nigel Mansell     | Williams-Renault | Összefoglaló |
| 513 | portugál nagydíj     | Szeptember 22. | Estoril                   |           | Riccardo Patrese  | Williams-Renault | Összefoglaló |
| 514 | spanyol nagydíj      | Szeptember 29. | Catalunya                 |           | Nigel Mansell     | Williams-Renault | Összefoglaló |
| 515 | japán nagydíj        | Október 20.    | Suzuka                    |           | Gerhard Berger    | McLaren-Honda    | Összefoglaló |
| 516 | ausztrál nagydíj     | November 3.    | Adelaide                  |           | Ayrton Senna      | McLaren-Honda    | Összefoglaló |

A naptárban nem voltak jelentősebb változások az előző évhez képest, két dolgot leszámítva: a francia nagydíj a Paul Ricard versenypályáról Magny-Cours-ba költözött, a spanyol nagydíj pedig Jerezből Barcelonába.
December 7-8-án Bolognában egy beltéri kupát is rendeztek, amelyet Gabriele Tarquini nyert meg a Fondmetallal.

## Bajnokság végeredménye

### Versenyzők
Pontozás:
| Helyezés | 1. | 2. | 3. | 4. | 5. | 6. | 7.-20. |
| -------- | -- | -- | -- | -- | -- | -- | ------ |
| Pont     | 10 | 6  | 4  | 3  | 2  | 1  | 0      |

| Helyezés | Versenyző    | USA | BRA | SMR | MON | CAN | MEX | FRA | GBR | GER | HUN | BEL | ITA | POR | ESP | JPN | AUS | Pontszám |
| -------- | ------------ | --- | --- | --- | --- | --- | --- | --- | --- | --- | --- | --- | --- | --- | --- | --- | --- | -------- |
| 1        | Senna        | 1   | 1   | 1   | 1   | Ki  | 3   | 3   | 4   | 7   | 1   | 1   | 2   | 2   | 5   | 2   | 1   | 96       |
| 2        | Mansell      | Ki  | Ki  | Ki  | 2   | 6   | 2   | 1   | 1   | 1   | 2   | Ki  | 1   | Kiz | 1   | Ki  | 2   | 72       |
| 3        | Patrese      | Ki  | 2   | Ki  | Ki  | 3   | 1   | 5   | Ki  | 2   | 3   | 5   | Ki  | 1   | 3   | 3   | 5   | 53       |
| 4        | Berger       | Ki  | 3   | 2   | Ki  | Ki  | Ki  | Ki  | 2   | 4   | 4   | 2   | 4   | Ki  | Ki  | 1   | 3   | 43       |
| 5        | Prost        | 2   | 4   | NI  | 5   | Ki  | Ki  | 2   | 3   | Ki  | Ki  | Ki  | 3   | Ki  | 2   | 4   |     | 34       |
| 6        | Piquet       | 3   | 5   | Ki  | Ki  | 1   | Ki  | 8   | 5   | Ki  | Ki  | 3   | 6   | 5   | 11  | 7   | 4   | 26.5     |
| 7        | Alesi        | 12  | 6   | Ki  | 3   | Ki  | Ki  | 4   | Ki  | 3   | 5   | Ki  | Ki  | 3   | 4   | Ki  | Ki  | 21       |
| 8        | Modena       | 4   | Ki  | Ki  | Ki  | 2   | 11  | Ki  | 7   | 13  | 12  | Ki  | Ki  | Ki  | 16  | 6   | 10  | 10       |
| 9        | de Cesaris   | NeK | Ki  | Ki  | Ki  | 4   | 4   | 6   | Ki  | 5   | 7   | 13  | 7   | 8   | Ki  | Ki  | 8   | 9        |
| 10       | Moreno       | Ki  | 7   | 13  | 4   | Ki  | 5   | Ki  | Ki  | 8   | 8   | 4   | Ki  | 10  |     |     | 16  | 8        |
| 11       | Martini      | 9   | Ki  | 4   | 12  | 7   | Ki  | 9   | 9   | Ki  | Ki  | 12  | Ki  | 4   | 13  | Ki  | Ki  | 6        |
| 12       | Järvilehto   | Ki  | Ki  | 3   | 11  | Ki  | Ki  | Ki  | 13  | Ki  | Ki  | Ki  | Ki  | Ki  | 8   | Ki  | 12  | 4        |
| 13       | Gachot       | 10  | 13  | Ki  | 8   | 5   | Ki  | Ki  | 6   | 6   | 9   |     |     |     |     |     | NK  | 4        |
| 14       | Schumacher   |     |     |     |     |     |     |     |     |     |     | Ki  | 5   | 6   | 6   | Ki  | Ki  | 4        |
| 15       | Nakadzsima   | 5   | Ki  | Ki  | Ki  | 10  | 12  | Ki  | 8   | Ki  | 15  | Ki  | Ki  | 13  | 17  | Ki  | Ki  | 2        |
| 16       | Häkkinen     | Ki  | 9   | 5   | Ki  | Ki  | 9   | NK  | 12  | Ki  | 14  | Ki  | 14  | 14  | Ki  | Ki  | 19  | 2        |
| 17       | Brundle      | 11  | 12  | 11  | Kiz | Ki  | Ki  | Ki  | Ki  | 11  | Ki  | 9   | 13  | 12  | 10  | 5   | NK  | 2        |
| 18       | Pirro        | Ki  | 11  | NeK | 6   | 9   | NeK | NeK | 10  | 10  | Ki  | 8   | 10  | Ki  | 15  | Ki  | 7   | 1        |
| 19       | Blundell     | Ki  | Ki  | 8   | Ki  | NK  | Ki  | Ki  | Ki  | 12  | Ki  | 6   | 12  | Ki  | Ki  | NeK | 17  | 1        |
| 20       | Capelli      | Ki  | Ki  | Ki  | Ki  | Ki  | Ki  | Ki  | Ki  | Ki  | 6   | Ki  | 8   | 17  | Ki  |     |     | 1        |
| 21       | Bernard      | Ki  | Ki  | Ki  | 9   | Ki  | 6   | Ki  | Ki  | Ki  | Ki  | Ki  | Ki  | NK  | Ki  | NeK |     | 1        |
| 22       | Szuzuki      | 6   | Ki  | Ki  | Ki  | Ki  | Ki  | Ki  | Ki  | Ki  | Ki  | NK  | NK  | Ki  | NK  | Ki  | NK  | 1        |
| 23       | Bailey       | NK  | NK  | 6   | NK  |     |     |     |     |     |     |     |     |     |     |     |     | 1        |
| 24       | Morbidelli   | Ki  | 8   | Ki  | Ki  | Ki  | 7   | Ki  | 11  | Ki  | 13  | Ki  | 9   | 9   | 14  | Ki  | 6   | 0.5      |
| 25       | Gugelmin     | Ki  | Ki  | 12  | Ki  | Ki  | Ki  | 7   | Ki  | Ki  | 11  | Ki  | 15  | 7   | 7   | 8   | 14  | 0        |
| 26       | Boutsen      | Ki  | 10  | 7   | 7   | Ki  | 8   | 12  | Ki  | 9   | 17  | 11  | Ki  | 16  | Ki  | 9   | Ki  | 0        |
| 27       | Herbert      |     |     |     |     | NK  | 10  | 10  | 14  |     |     | 7   |     | Ki  |     | Ki  | 11  | 0        |
| 28       | Larini       | 7   | NeK | NeK | NeK | NeK | NeK | NeK | NeK | Ki  | 16  | NK  | 16  | NK  | NK  | NK  | Ki  | 0        |
| 29       | Comas        | NK  | Ki  | 10  | 10  | 8   | NK  | 11  | NK  | Ki  | 10  | Ki  | 11  | 11  | Ki  | Ki  | 18  | 0        |
| 30       | Tarquini     | 8   | Ki  | NK  | Ki  | NK  | NK  | NK  | NK  | NK  | NeK | NeK | NeK | NK  | 12  | 11  | NeK | 0        |
| 31       | Zanardi      |     |     |     |     |     |     |     |     |     |     |     |     |     | 9   | Ki  | 9   | 0        |
| 32       | van de Poele | NeK | NeK | 9   | NeK | NeK | NeK | NeK | NeK | NK  | NK  | NK  | NK  | NK  | NK  | NK  | NK  | 0        |
| 33       | Caffi        | NK  | NK  | NK  | NK  |     |     |     |     | NeK | NeK | NK  | NeK | NeK | NeK | 10  | 15  | 0        |
| 34       | Grouillard   | NeK | NeK | NeK | NeK | NeK | Ki  | Ki  | NeK | NeK | NK  | 10  | Ki  | NeK | NeK |     |     | 0        |
| 35       | Alboreto     | Ki  | NK  | NK  | Ki  | Ki  | Ki  | Ki  | Ki  | NK  | NK  | NeK | NK  | 15  | Ki  | NK  | 13  | 0        |
| 36       | Wendlinger   |     |     |     |     |     |     |     |     |     |     |     |     |     |     | Ki  | 20  | 0        |
| —        | Johansson    | NK  | NK  |     |     | Ki  | NK  | NK  | NK  |     |     |     |     |     |     |     |     | 0        |
| —        | Chaves       | NeK | NeK | NeK | NeK | NeK | NeK | NeK | NeK | NeK | NeK | NeK | NeK | NeK |     |     |     | 0        |
| —        | Barbazza     |     |     | NK  | NK  | NK  | NK  | NK  | NK  | NeK | NeK | NeK | NeK | NeK | NeK |     |     | 0        |
| —        | Bartels      |     |     |     |     |     |     |     |     | NK  | NK  |     | NK  |     | NK  |     |     | 0        |
| —        | Hattori      |     |     |     |     |     |     |     |     |     |     |     |     |     |     | NeK | NeK | 0        |
| Helyezés | Versenyző    | USA | BRA | SMR | MON | CAN | MEX | FRA | GBR | GER | HUN | BEL | ITA | POR | ESP | JPN | AUS | Pontszám |

### Konstruktőrök
| Helyezés | Konstruktőr                    | Modell       | Motor                | Gumi | Győzelem | Dobogós hely | Pole | Leggy. kör | Pont |
| -------- | ------------------------------ | ------------ | -------------------- | ---- | -------- | ------------ | ---- | ---------- | ---- |
| 1        | McLaren-Honda                  | MP4/6        | Honda RA121E         | G    | 8        | 18           | 10   | 3          | 139  |
| 2        | Williams-Renault               | FW14         | Renault RS3          | G    | 7        | 17           | 6    | 9          | 125  |
| 3        | Ferrari                        | F1-91 F1-91B | Ferrari 037          | G    |          | 8            |      | 2          | 55,5 |
| 4        | Benetton-Ford                  | B190B B191   | Ford HBA5 Ford HBA6  | P    | 1        | 3            |      | 1          | 38,5 |
| 5        | Jordan-Ford                    | 191          | Ford HBB4            | G    |          |              |      | 1          | 13   |
| 6        | Tyrrell-Honda                  | 020          | Honda RA109E         | P    |          | 1            |      |            | 12   |
| 7        | Minardi-Ferrari                | M191         | Ferrari 037          | G    |          |              |      |            | 6    |
| 8        | Dallara-Judd                   | F191         | Judd GV              | P    |          | 1            |      |            | 5    |
| 9        | Brabham-Yamaha                 | BT59Y BT60Y  | Yamaha OX99          | P    |          |              |      |            | 3    |
| 10       | Lotus-Judd                     | 102B         | Judd EV              | G    |          |              |      |            | 3    |
| 11       | Lola-Ford                      | LC91         | Ford DFR             | G    |          |              |      |            | 2    |
| 12       | Leyton House-Ilmor             | CG911        | Ilmor 2175A          | G    |          |              |      |            | 1    |
| 13       | Lambo-Lamborghini              | 291          | Lamborghini 3512     | G    |          |              |      |            |      |
| 14       | Fondmetal-Ford                 | FA1ME-90     | Ford DFR             | G    |          |              |      |            |      |
| 15       | Ligier-Lamborghini             | JS35 JS35B   | Lamborghini 3512     | G    |          |              |      |            |      |
| 16       | Coloni-Ford                    | C4           | Ford DFR             | G    |          |              |      |            |      |
| 17       | AGS-Ford                       | JH25B JH27   | Ford DFR             | G    |          |              |      |            |      |
| 18       | Footwork-Porsche Footwork-Ford | A11C FA12    | Porsche V12 Ford DFR | G    |          |              |      |            |      |